# جوناثان أليخاندرو سانشيز
جوناثان أليخاندرو سانشيز (بالإسبانية: Jonathan Alejandro Sánchez)‏ (13 مارس 1994 - ) هو لاعب كرة قدم مكسيكي في مركز الدفاع. لعب مع نادي أمريكا.

## وصلات خارجية
- جوناثان أليخاندرو سانشيز على موقع قاعدة بيانات كرة القدم.إي يو (الإنجليزية)
- جوناثان أليخاندرو سانشيز على موقع Soccerway.com (الإنجليزية)